# Yassin Idbihi
Yassin Markus Idbihi (Tánger, 24 de julio de 1983) es un exbaloncestista alemán de ascendencia marroquí. Con 2,08 metros de estatura, jugaba en las posiciones de ala-pívot o pívot, indistintamente.

## Trayectoria deportiva

### Primeros años
Hijo de padre marroquí y madre alemana, pasó su infancia en Tánger. A los 14 años creció 20 centímetros en pocos meses, alcanzando el 1,95, dejó de jugar al fútbol y descubrió el baloncesto. Viajó a Alemania a los 15 años, para disfrutar de un campus de baloncesto, residiendo en casa de sus abuelos maternos. Desde niño viajaba a Alemania con sus padres, por lo que conocía el idioma y no le costó adaptarse. Decidió quedarse en el país, y entró a formar parte de la cantera del Dragons Rhöndorf, equipo con el que debutaría profesionalmente en 2001, y con los que jugó dos temporadas en la ProA, en las que promedió 11,4 y 14,1 puntos por partido, respectivamente.

### Universidad
En 2003 marchó a Estados Unidos, para jugar cuatro temporadas con los Bulls de la Universidad de Buffalo, en las que promedió 12,4 puntos, 6,9 rebotes y 1,5 asistencias por partido. En su primera temporada fue incluido en el mejor quinteto de la Mid-American Conference.

### Profesional
Tras no ser elegido en el Draft de la NBA de 2007, fichó por los Köln 99ers, donde en su primera temporada promedió 10,9 puntos y 5,5 rebotes por partido. Al año siguiente, y ya con la temporada comenzada, en el mes de noviembre fichó por el CSP Limoges de la LNB Pro B francesa, donde jugó hasta final de temporada, promediando 7,8 puntos y 6,4 rebotes por partido.
Al año siguiente regresó a su país para fichar por el New Yorker Phantoms, donde jugó una temporada en la que promedió 10,7 puntos y 4,6 rebotes por partido. En julio de 2010 fichó por el ALBA Berlín, donde jugó tres temporadas, siendo la mejor de ellas la última, en la que promedió 9,1 puntos y 4,7 rebotes por partido.
En julio de 2013 fichó por dos temporadas con el Bayern de Múnich, donde se vio relegado al banquillo. en 2015 fichó por el Brose Bamberg, donde en su primera temporada promedió 2,6 puntos y 1,6 rebotes por partido.